# Eschif
L'eschif de Creyssac  (ou loge de Guet) est un bâtiment implanté à Périgueux dans le département de la Dordogne, en région Nouvelle-Aquitaine. Il a été édifié au XIVe siècle.
Il est classé au titre des monuments historiques.

## Présentation
L'eschif se situe en Périgord, au centre du département de la Dordogne, à Périgueux. C'est un bâtiment sis au 9 boulevard Georges-Saumande, à l'angle de la rue Tourville, dans le secteur sauvegardé, en bordure de l'Isle, à une centaine de mètres au sud-est de la cathédrale Saint-Front.
Bien que n'ayant jamais servi comme moulin, l'eschif est appelé à tort « Vieux moulin » ou « moulin du Chapitre »  ou encore « moulin de Saint-Front ». La confusion vient du proche moulin de Saint-Front qui se trouvait au milieu de l'Isle et qui a été démoli en 1860.

## Histoire
Poste de guet qui va permettre au Moyen Âge la surveillance du pont de Tournepiche, l'eschif est construit en 1347 sur les remparts du Puy-Saint-Front (la cité médiévale correspondant au centre historique de Périgueux) au pied desquels l'Isle s'écoulait. Il est bâti à l'emplacement d'une maison de Creyschat, détruite l'année précédente à la suite d'une crue de l'Isle.
En 1860, les remparts sont détruits pour permettre l'édification de la route impériale 21 de Paris à Barèges (l'actuel boulevard Georges Saumande).
En 1929, l'eschif est inscrit au titre des monuments historiques sous le nom (erroné) de moulin Saint-Front. Cette inscription est annulée en 1977 et remplacée par un classement au titre des monuments historiques.
Il appartient à la ville de Périgueux depuis 1976.

## Architecture
L'eschif a conservé ses pans de bois et son torchis. L'édifice semble tenir miraculeusement sur un mince support auquel  il est relié par des jambes de force sur ses deux façades longitudinales.

## Galerie de photos

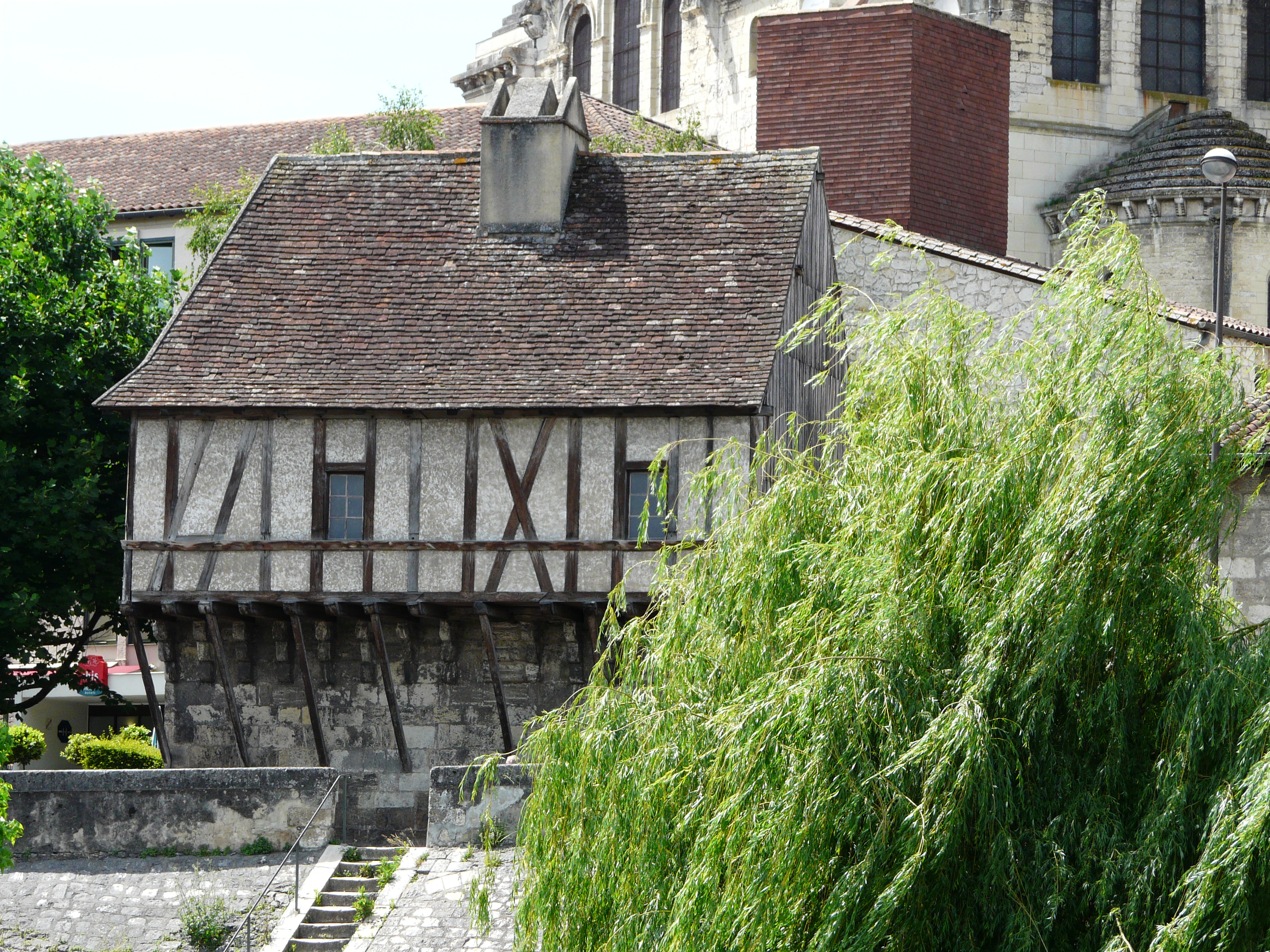
L'eschif vu depuis la rive gauche de l'Isle.
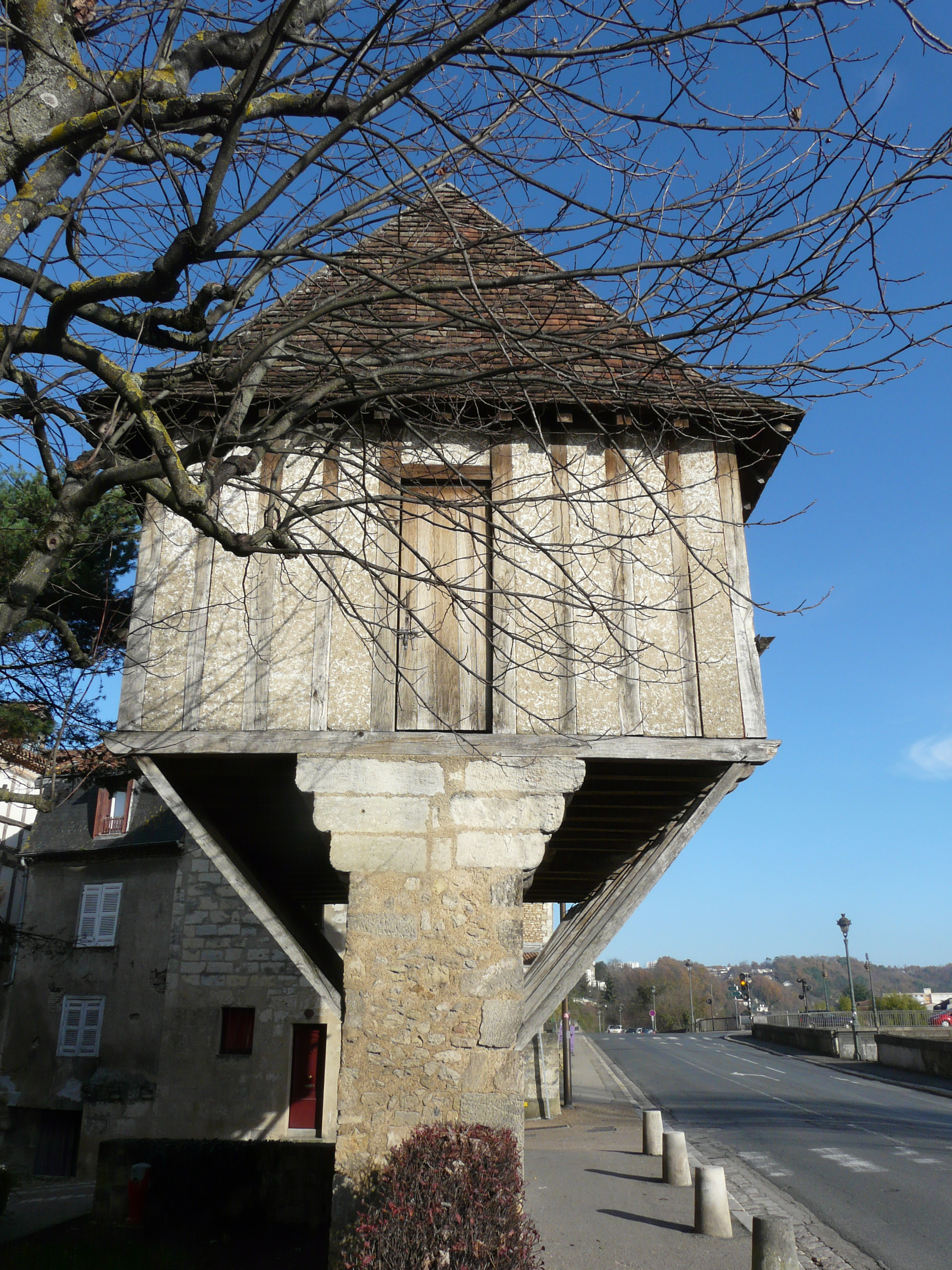
Le côté sud-ouest de l'eschif.
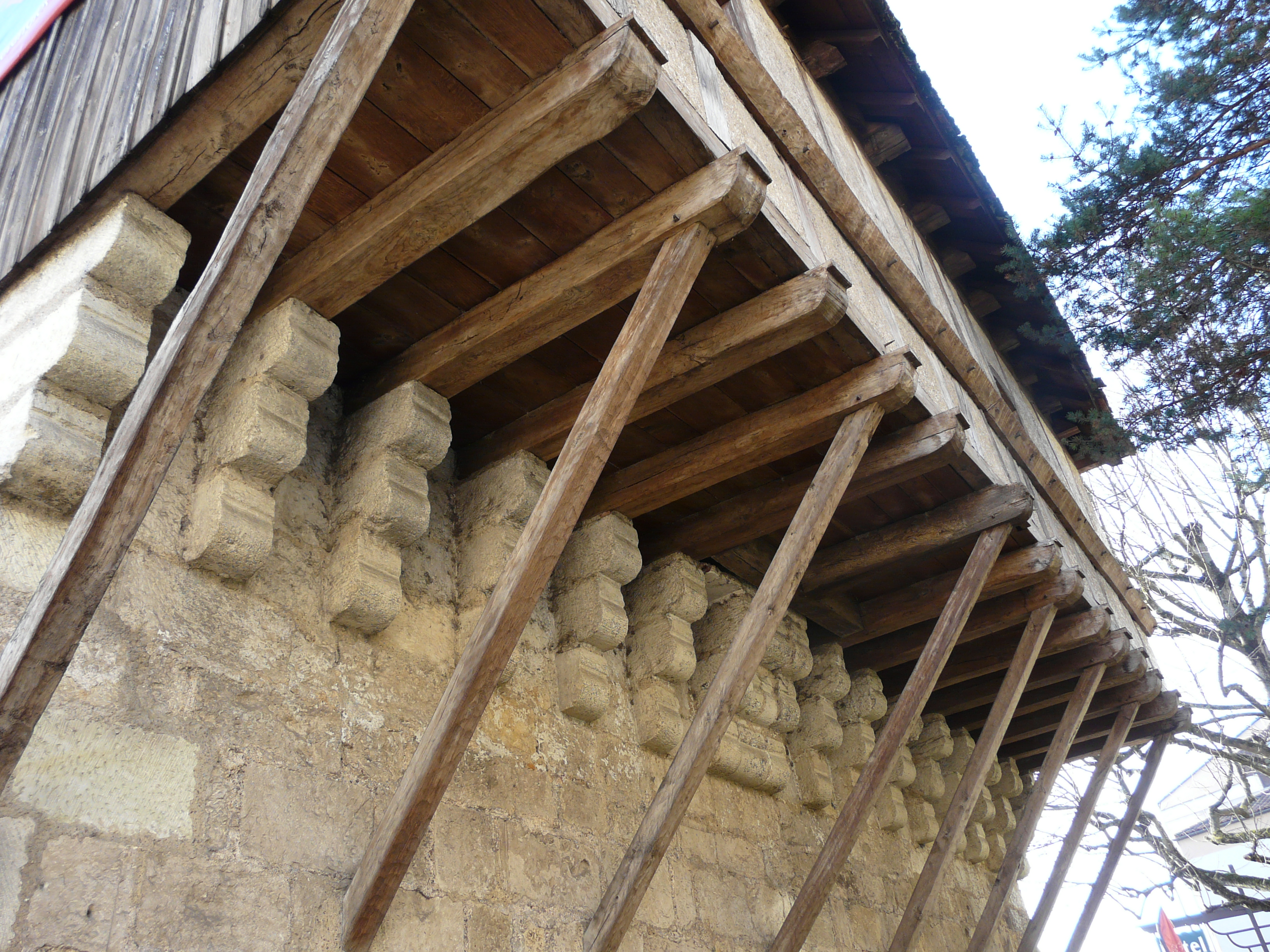
Les jambes de force qui supportent l'étage.

## Autres désignations
De manière générale, l'eschif désigne une petite fortification construite pour défendre les approches d’une porte lorsque les enceintes des villes consistaient en une simple muraille. Ce sont souvent des ouvrages en bois que l’on établissait provisoirement si le temps ou les ressources manquaient pour élever des tours.

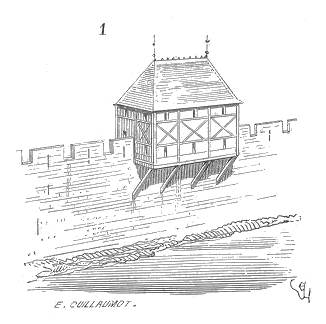